# Al Musayyib
Al Musayyib (arabiska: المسيب) är en distriktshuvudort i Irak.   Den ligger i distriktet Al-Musayab District och provinsen Babil, i den centrala delen av landet, 60 km söder om huvudstaden Bagdad. Al Musayyib ligger 37 meter över havet och antalet invånare är 42 901.
Terrängen runt Al Musayyib är mycket platt. Runt Al Musayyib är det ganska tätbefolkat, med 179 invånare per kvadratkilometer. Närmaste större samhälle är Nāḩīyat al Iskandarīyah, 13,1 km norr om Al Musayyib. Trakten runt Al Musayyib består till största delen av jordbruksmark.